# Ihor Sywucha
Ihor Witalijowycz Sywucha, ukr. Ігор Віталійович Сивуха, ros. Игорь Витальевич Сивуха, Igor Witaljewicz Siwucha (ur. 31 marca 1970 w Symferopolu) – ukraiński piłkarz, grający na pozycji obrońcy.

## Kariera piłkarska
W 1987 rozpoczął karierę piłkarską w klubie Tawrija Symferopol, ale występował tylko w drużynie rezerw oraz w farm klubie Meteor Symferopol. W 1990 roku przeszedł do Czajki Sewastopol. Wiosną 1992 występował w Chimiku Żytomierz. Na początku 1993 został piłkarzem klubu Frunzeneć Frunze. Latem 1993 wyjechał do Polski, gdzie bronił barw Stali Stalowa Wola, ale nieczęsto wychodził na boisko, dlatego w październiku 1993 wrócił do krymskiego klubu, który w międzyczasie przeniósł się do miasta Saki, a potem zmienił nazwę na Dynamo Saki. Od jesieni 1994 grał w drużynie amatorskim Czajka Ochotnykowe. W maju 1995 również zagrał 2 mecze w Surożu Sudak. W 1996 zasilił skład Donbaskraftu Kramatorsk. Już w następnym roku ponownie wyjechał za granicę, tym razem do Uzbekistanu, gdzie przez trzy lata występował w FK Andijon. W 1999 zakończył karierę piłkarza.